# چه داستان عاشقانه‌ای
چه داستان عاشقانه‌ای (به هندی: Kya Love Story Hai) فیلمی محصول سال ۲۰۰۸ و به کارگردانی لاولی سینگ است. در این فیلم بازیگرانی همچون آیشا تاکیا، توشار کاپور، کاسمه سی، راجیش خاطار، سوجاتا کومار، راهول سینگ، شیام و پونام گیپسون ایفای نقش کرده‌اند.